# Twelve Foot Ninja
Twelve Foot Ninja est un groupe de metal alternatif originaire de Melbourne, Australie, formé en 2008. Il a remporté le prix du meilleur nouveau groupe aux Revolver Golden Gods Awards 2014. Leurs deux albums Silent Machine (2012) et Outlier (2016) ont donné lieu des tournées en Australie, en Amérique du Nord et en Europe.

## Biographie

### Débuts (2008-2011)
Avant de sortir son premier album, le groupe avait déjà sortis deux EP. Le premier, New Dawn (2008), lui a permis de remporter un concours tremplin Triple J Unearthed (en) avec le morceau Dark Passenger.
Le second EP, Smoke bomb, paraît en novembre 2010. Produit par le guitariste du groupe Steve « Stevic » Mackay dans son propre studio à Melbourne, l'EP est mixé par Hadyn Buxton (Trial Kennedy, Jonesez, Blueline Medic, Dukes of Windsor, Felix Riebl) et masterisé par Howie Weinberg (Deftones, Nirvana, Jeff Buckley) à New-York. Parmi les musiciens invités figurent Clinton McKinnon (Mr. Bungle) au saxophone et Ollie McGill (The Cat Empire) au clavier.

### Silent Machine(2012-2015)
Leur premier album, Silent Machine, est sorti en novembre 2012. Le premier single de l'album, Mother Sky, paraît le 24 août et la vidéo sort en avant-première sur un blog de Triple J. Le second single, Coming for You, paraît le 2 novembre 2012.
Chaque chanson est accompagné d'une bande dessinée de Keith Draws inspirée par les paroles des chansons. L'histoire suit un ninja ayant pour mission de rétablir l'équilibre dans un monde tourné vers une apocalypse auto-infligée. Toutes les bandes-dessinées ont plus tard été compilées dans un livre de 72 pages.
En 2013, Twelve Foot Ninja ont fait leur première tournée en tant que tête d'affiche en Australie, toutes les dates dans des villes majeures ont été complètes.
Le groupe a effectué une campagne de financement participatif sur le site australien Pozible en mai 2013 pour le clip musical de Ain't that a bitch.
À l'automne 2013, Twelve Foot Ninja fait une tournée en Europe et en Amérique du Nord pour la première fois. Leur premier concert à Londres au Camden Barfly était complet trois semaines avant le concert. Ils ont aussi joué au festival Euroblast de Cologne, où ils ont été le deuxième groupe ayant vendu le plus de merchandising après Meshuggah. Leurs concerts en Amérique du Nord faisaient la première partie du groupe de métal progressif Periphery.
En mai 2014, Twelve Foot Ninja retourne en Amérique du Nord pour une tournée en tête d'affiche. Ils jouent dans des festivals et sont invités à jouer en showcase à la conférence Sunset Sessions Rock de San Diego.
En juillet 2014, le single Coming for You est diffusé sur les radios américaines et se place 45e au classement Active Rock. Son clip dépasse les deux millions de vues sur YouTube et leur chaîne atteint les dix millions de vues au total. Le groupe fait une tournée de plus aux États-Unis d'octobre à décembre 2014 avec le groupe de metalcore In This Moment.

### Outlier(2016)
En novembre 2015, Twelve Foot Ninja annonce qu'ils sont en train de travailler sur leur deuxième album, à paraître fin 2016. Ils commencent déjà à diffuser une chanson appelée One Hand Killing. Quelques semaines plus tard, ils diffusent le clip de la chanson. Le groupe a aussi commencé une campagne PledgeMusic pour lever des fonds nécessaires à la production du nouvel album et pour lancer les pré-commandes. Dans une interview à Loudwire, le chanteur Kin dit « Les racines viennent de l'album Silent Machine mais on essaie d'expérimenter quelques trucs. Il y a plus d'accent sur les chansons et la composition plutôt que juste sur les riffs ». Le 19 juillet 2016, Twelve Foot Ninja annonce le titre et la date de sortie du deuxième album Outlier, qui sortira le 26 août 2016. Le 5 septembre 2016, Outlier démarre à la première place du classement australien des albums de labels indépendants, second au classement ARIA des artistes australiens et sixième au classement ARIA global.
Le groupe a été choisi par Disturbed pour faire leurs premières parties pendant leur tournée australienne de 2016.
En avril-mai 2017, Twelve Foot Ninja fait une tournée en Europe pour la première fois en tant que tête d'affiche. Cinq de leurs sept dates au Royaume-Uni sont complètes, ainsi que d'autres aux Pays-Bas, en Allemagne, en Suisse, en République Tchèque, en Espagne et en Italie.
En juillet 2017, Twelve Foot Ninja annonce leur Monsoon Tour en Europe, Inde et Népal, en passant par le festival Euroblast de Cologne et le festival Silence de Katmandou.

### Vengeance(2021) et départ de Kin
Twelve Foot Ninja sort son 3e album, Vengeance, le 15 octobre 2021. Deux mois plus tard, le 18 décembre 2021, le chanteur fondateur Nik Barker annonce quitter le groupe. Il assure les concerts de la tournée australienne qui suit la sortie de l'album. En Juillet 2022, le groupe annonce une pause d'une durée indéfinie, faute d'avoir réussi à trouver un nouveau chanteur correspondant au style du groupe.

## Membres
Membres actuels
- Steve « Stevic » MacKay : guitare (depuis 2008)
- Damon McKinnon : basse (depuis 2008)
- Shane « Russ » Russell : batterie (depuis 2008)
- Rohan Hayes : guitare, chant (depuis 2012)

Anciens membres
- Nick « Kin Etik » Barker : chant (2008-2021)

## Discographie

### EP
- New Dawn (2008)
- Smoke Bomb (2010)

### Singles
Australie
- Dark Passenger (2009)
- Clarion (2010)
- Mother Sky (2012)
- Coming for You (2012)
- Shuriken (2012)
- One Hand Killing (2015)
- Invincible (2016)
- Sick (2016)

Royaume-Uni
- Invincible (2016)

États-Unis
- Coming for You (juillet 2014)
- Invincible (2016)

## Prix
| Année | Catégorie                      | Prix                                       |
| ----- | ------------------------------ | ------------------------------------------ |
| 2013  | Meilleure découverte           | SiriusXM Liquid Metal Awards, États-Unis.  |
| 2013  | Meilleure découverte - chanson | SiriusXM Liquid Metal Awards, États-Unis.  |
| 2014  | Meilleur nouveau groupe        | Revolver Golden God Awards, États-Unis.    |
| 2014  | Meilleur clip vidéo de metal   | Independent Music Video Awards, Australie. |
| 2016  | Meilleur album de Hard Rock    | Nomination aux ARIA Awards, Australie.     |